# Hirtella kuhlmannii
Hirtella kuhlmannii är en tvåhjärtbladig växtart som beskrevs av Pilg.. Hirtella kuhlmannii ingår i släktet Hirtella och familjen Chrysobalanaceae. Inga underarter finns listade i Catalogue of Life.